# Десятая битва при Изонцо
Десятая битва при Изонцо (14 мая 1917 — 29 мая 1917) — наступление итальянской армии на позиции австро-венгерских войск во время Первой мировой войны, завершившееся частичным успехом итальянцев.

## Перед наступлением
В начале 1917 года итальянская армия получила подкрепления в людских силах и в вооружении. Убедившись, что в районе Трентино австро-венгерские войска наступать не будут, командующий итальянской армией генерал Кадорна принял решение начать новое крупное наступление у Изонцо. Для этого были выделены специальная армейская группа и 3-я армия. Австро-Венгрия на данном участке фронта располагала 5-й армией под командованием Бороевича.

## Начало наступления
14 мая итальянские войска перешли в наступление. Артиллерийская подготовка длилась 2 дня, затем итальянская пехота перешла в атаку. Завязались упорные бои, которые длились 7 дней. В ходе боёв итальянцам удалось продвинуться на 2-3 км и улучшить свои позиции. В плен было захвачено 7000 австро-венгерских солдат и множество вооружений.

## Продолжение наступления
23 мая итальянцы изменили направление главного удара. Из-за нехватки снарядов артиллерия не применялась, зато итальянское командование активно использовало самолёты (около 130 штук), которые бомбили австро-венгерские позиции и обстреливали их пулеметным огнём. Дальнейшие активные действия итальянцев вынудили австро-венгерскую армию оставить занимаемые позиции. Итальянцы захватили ряд населенных пунктов и продвинулись ещё на 2-4 км, 29 мая наступление выдохлось, итальянский натиск пошёл на убыль, и армия осталась на захваченных позициях.

## Итоги наступления
Успех итальянцев создал угрозу австро-венгерской военно-морской базе на Адриатическом побережье — Триесту, и 5-я армия была усилена тремя свежими дивизиями. Наступление у Изонцо в мае 1917 года принесло итальянцам результаты, австро-венгерская армия была вынуждена отступать. Впервые на Итальянском фронте активно применялись самолёты.